# 南山吉弘
南山 吉弘（みなみやま よしひろ、1964年10月4日 - ）は、NHKの元シニアアナウンサー。

## 人物
北海道岩見沢市出身。
北海道岩見沢東高等学校を経て、北海道大学法学部を卒業後、1987年に入局。
好きな食べ物は休日の昼のソバとお酒。

## 現在の担当番組・業務
- ラジオニュース（月曜日の13時55分・16時55分の関東のニュース・気象情報（週によっては金曜日も担当）、土曜日と隔週水曜日の夜勤）
- ※別曜日で代行（11時50分、14時55分の関東地方の気象、14時の全国のニュース）をやるときもある。

## 過去の出演番組
- あきたTODAY
- 水戸放送局放送部副部長（アナウンス統括）
- 北海道中ひざくりげ旅人（旭川・室蘭・札幌時代）
- ティーンズTV ワールドドキュメント
- 北海道クローズアップ（2009年度）
- NHKニュースおはよう北海道・土曜（2008年 - 2009年）
- もぎたて北海道（ラジオ）
- ふるさとラジオ（プロデューサー）
- つながるラジオ（プロデューサー）
- ラジオ深夜便（ラジオセンター時代）

※主に1時台「列島インタビュー」と4時台「あすへのことば」のインタビュアーと番組制作部門スタッフを担当。
- ここはふるさと 旅するラジオ（2012年8月1日 - 8月2日）
- ネットワークニュース北海道とかち
- 北海道まるごとラジオ～つながるラジオ@とかち～
- いばラジカル（2015年4月 - 2017年5月）
- ニュースワイド茨城（不定期、主に岩野吉樹、髙橋康輔のキャスター代行など）
- 茨城ニュース いば6（不定期、「月に一度はいばらナイト」ディレクターなど）
- 茨城ニュース845[3]（不定期）
- あっぷるワイド（不定期・高市佳明、池間昌人らのキャスター代行など）
- NHKニュースあおもり845（不定期）
- NHKニュースあおもり645（不定期）
- 青森県のニュース
- FMラジオニュース
- 千葉放送局放送部副部長（アナウンス統括）
- 花ラジちば（パーソナリティ、編集責任者）
- 千葉県のニュース